# FAM50A
FAM50A (англ. Family with sequence similarity 50 member A) – білок, який кодується однойменним геном, розташованим у людей на X-хромосомі. Довжина поліпептидного ланцюга білка становить 339 амінокислот, а молекулярна маса — 40 242.
| 10         |  | 20         |  | 30         |  | 40         |  | 50         |
| ---------- |  | ---------- |  | ---------- |  | ---------- |  | ---------- |
| MAQYKGAASE |  | AGRAMHLMKK |  | REKQREQMEQ |  | MKQRIAEENI |  | MKSNIDKKFS |
| AHYDAVEAEL |  | KSSTVGLVTL |  | NDMKAKQEAL |  | VKEREKQLAK |  | KEQSKELQMK |
| LEKLREKERK |  | KEAKRKISSL |  | SFTLEEEEEG |  | GEEEEEAAMY |  | EEEMEREEIT |
| TKKRKLGKNP |  | DVDTSFLPDR |  | DREEEENRLR |  | EELRQEWEAK |  | QEKIKSEEIE |
| ITFSYWDGSG |  | HRRTVKMRKG |  | NTMQQFLQKA |  | LEILRKDFSE |  | LRSAGVEQLM |
| YIKEDLIIPH |  | HHSFYDFIVT |  | KARGKSGPLF |  | NFDVHDDVRL |  | LSDATVEKDE |
| SHAGKVVLRS |  | WYEKNKHIFP |  | ASRWEPYDPE |  | KKWDKYTIR  |  |            |

A: Аланін

D: Аспарагінова кислота

E: Глутамінова кислота

F: Фенілаланін

G: Гліцин

H: Гістидин

I: Ізолейцин

K: Лізин

L: Лейцин

M: Метіонін

N: Аспарагін

P: Пролін

Q: Глутамін

R: Аргінін

S: Серин

T: Треонін

V: Валін

W: Триптофан

Задіяний у такому біологічному процесі, як ацетилювання. 
Локалізований у ядрі.